# Hiroshi Kazato
Hiroshi Kazato (jap. 風戸裕 Kazato Hiroshi; ur. 13 marca 1949 w Chibie, zm. 2 czerwca 1974 w Fuji) – japoński kierowca wyścigowy.

## Kariera
Kazato rozpoczął karierę w międzynarodowych wyścigach samochodowych w 1971 roku od startów w Canadian-American Challenge Cup. Z dorobkiem dziewiętnastu punktów uplasował się tam na dziesiątej pozycji w klasyfikacji generalnej. W późniejszych latach Japończyk pojawiał się także w stawce Brytyjskiej Formuły 2, Europejskiej Formuły 2, Fuji Grand Champion series oraz Brytyjskiej Formuły Atlantic.
W Europejskiej Formule 2 Japończyk startował w latach 1972-1973. W pierwszym sezonie startów z dorobkiem trzech punktów uplasował się na 24 pozycji w klasyfikacji generalnej. Rok później uzbierane cztery punkty dały mu 25. miejsce w końcowej klasyfikacji kierowców.

## Śmierć
Kazato zginął podczas wyścigu Fuji Grand Champion series na torze Fuji International Speedway w wyniku kolizji z Seiichi Suzuki.